# یادبود ریشارد واگنر

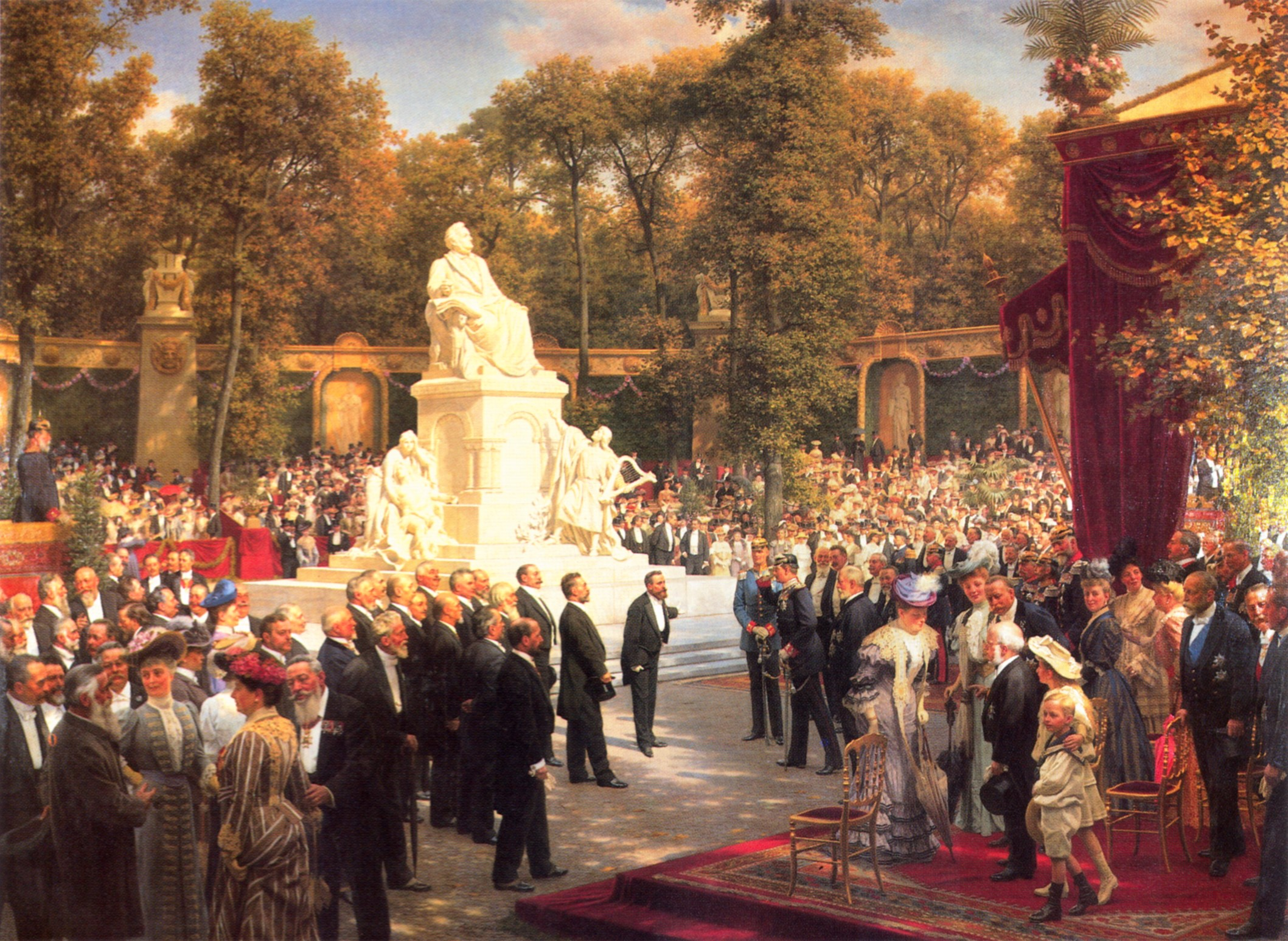
رونمایی از بنای تاریخی ریشارد واگنر در تیر گاردن (۱۹۰۸)، توسط آنتون فون ورنر.

بنای یادبود ریشارد واگنر (به آلمانی: Richard-Wagner-Denkmal)، (به انگلیسی: Richard Wagner Monument) مجسمه یادبودی از ریشارد واگنر اثر گوستاو ابرلین است که در تیر گاردن در برلین آلمان واقع شده‌است. این بنا در طی سال‌های ۱۹۰۱ تا ۱۹۰۳ ایجاد شده و در امتداد سفارت هند در امتداد خیابان تیر گاردن نصب شده‌است. این بنا واگنر را به صورت نشسته نشان می‌دهد و مسقف است.